# Halkieria
Halkieria er en fossil dyregruppe tilhørende sachitiderne. Gruppen kendes fra Nedre Kambrium (ca. 520 millioner år før nu) og måske også Mellem Kambrium. 
Halkieria er en en bilateral metazo, kendetegnet ved at have en dorsalside (ryg) med en stor skalplade i hver ende omkranset af zoner af imbrikerende skæl. Der har været foreslået, at gruppen skal være en slags stamgruppe til brachiopoderne eller en stamgruppe til Lophotrochozoerne; men alle morfologiske karakterer peger imod et slægtskab med mollusker især den gruppe kaldet skallusene (polyplacophora). Fossiler findes typisk som løse skæl replaceret med fosfat og kan opløses ud af kalkholdige bjergarter med syre, men komplette fossiler er fundet i Sirius Passet i Nordgrønland.

## Henvisning
- Annoncering i Nature af de første velbevarede fossiler: